# دیاگرام اجزا

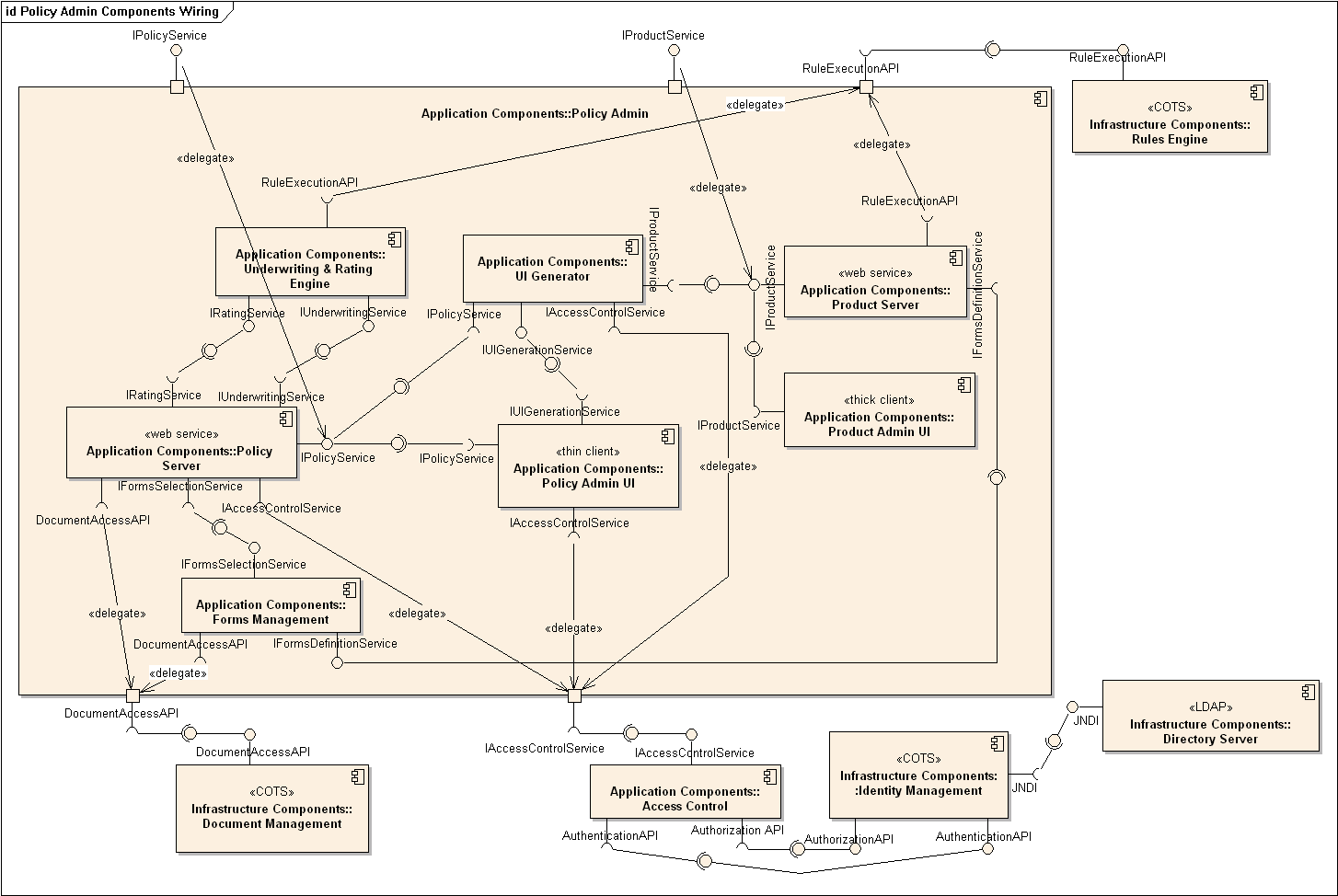
دیاگرام اجزا مربوط به یک سیستم بیمه

دیاگرام اجزا (انگلیسی: Component diagram) یا نمودار اجزا، از نمودارهای کاربردی در زبان مدل‌سازی یکپارچه است، چگونگی ترکیب اجزای مختلف یک زیرسیستم و نحوه اتصال آنها به اجزای بزرگتر، برای تشکیل سیستم‌های نرم‌افزاری را نشان می‌دهد. نمودارهای اجزا اغلب برای نشان دادن ساختار سیستم‌های یکپارچه پیچیده، مورد استفاده قرار می‌گیرند.